# Microgramma mortoniana
Microgramma mortoniana är en stensöteväxtart som beskrevs av Sota. Microgramma mortoniana ingår i släktet Microgramma och familjen Polypodiaceae. Inga underarter finns listade.